# Jiří Motyčák
Jiří „Monty“ Motyčák (* 8. září 1979 Bílovec) je český písničkář, textař a multiinstrumentalista.

## Životopis
Narodil se ve městě Bílovci, kde prožil i své dětství.

## Diskografie

### Sólová alba
- Rybolof (2010)
- Anomar (2012)
- Aquarium (2021)
- Školkáček ( internetové album pro děti)

### Se skupinou Mimostojící
- Na konci (2009)
- Life From Pilsner Radio (2006)
- Svou cestou (2005)

### Se skupinou Duo Juyos Complet
- Staré černé desky (2007)
- Bezstarostná jízda (2002)
- Bermudský trojúhelník (1999)

#### Samplery
- Ježíšku přines (2017)
- Konec! Panáka! Bazén! (2015)
- Folk Žije! (2013)
- Bongo BonBoniéra (2010) – Koník
- Bongo BomBarďák (2011) – Šnek